# 国道34号 (韩国)
国道34号（韓語：국도 제34호선），又称唐津－盈德线（韓語：당진～영덕선），是大韩民国的一条国家级公路。路线西起庆尚北道盈德郡（与国道7号相连），途经京畿道安城市、忠清北道镇川郡、曾坪郡和槐山郡，东至忠清南道唐津市（与国道32号相连），其全线全长约311.5千米，于1975年10月1日开通部分路段。本线在庆尚北道安東市境内部分路段（梨泉IS－亭上IS）与国道35号并行。

## 主要途径城市

### 忠清南道
唐津市 - 牙山市 - 天安市

### 京畿道
安城市

### 忠清北道
镇川郡 - 曾坪郡 - 槐山郡

### 庆尚北道
闻庆市 - 醴泉郡 - 安东市 - 青松郡 - 盈德郡

## 主要途径道路
- 世宗抱川高速道路
- 唐津盈德高速公路
- 中部内陆高速公路
- 中央高速公路
- 国道1号
- 国道3号
- 国道5号
- 国道7号
- 国道17号
- 国道19号
- 国道21号（朝鲜语：국도 제21호선）
- 国道28号
- 国道31号
- 国道32号
- 国道35号[註 1]
- 国道36号
- 国道37号（朝鲜语：국도 제37호선）
- 国道38号（朝鲜语：국도 제38호선）
- 国道39号
- 国道43号（朝鲜语：국도 제43호선）
- 国道45号（朝鲜语：국도 제45호선）
- 国道77号（朝鲜语：국도 제77호선）
- 23国家支援地方道23号（朝鲜语：국가지원지방도 제23호선）
- 49国家支援地方道49号（朝鲜语：국가지원지방도 제49호선）
- 57国家支援地方道57号（朝鲜语：국가지원지방도 제57호선）
- 69国家支援地方道69号（朝鲜语：국가지원지방도 제69호선）
- 70国家支援地方道70号（朝鲜语：국가지원지방도 제70호선）